# Masicera hannomensis
Masicera hannomensis là một loài ruồi trong họ Tachinidae.